# Errore nella distribuzione del termine medio
L'errore nella distribuzione del termine medio è un tipo di errore formale che si verifica quando il termine medio in un sillogismo categorico non è distribuito né nella premessa maggiore né nella premessa minore. È un caso di invalidità del sillogismo.

## Forma canonica
Nel sillogismo classico, tutte le proposizioni sono composte da due termini (Soggetto e Predicato) che si presentano nella forma "A" (tutti), "E" (nessuno), "I" (qualche) oppure "O" (qualcuno non). I termini del primo tipo sono distribuiti nelle proposizioni di tipo "A" ed “E”; il termine del secondo tipo nelle proposizioni di tipo "O" ed “E”; nessuno è distribuito nelle proposizioni di tipo "I".
L'errore nella distribuzione del termine medio si verifica quando non è distribuito il termine che collega le due premesse.
Nel seguente esempio la distribuzione è evidenziata in carattere grassetto:
1. Ogni Z è B (Tutte le lepri sono corridori veloci)
2. Qualche Y è B (Alcuni cavalli sono corridori veloci)
3. Quindi, Qualche Y è Z ((Alcuni cavalli sono lepri)

B è il termine comune alle due premesse (termine medio), e non è distribuito in nessuna delle due, ragione per cui il sillogismo non è valido. 
Né Z né Y sono termini che accolgono nel loro insieme tutti gli elementi di B.
Una regola logica conseguente è che qualsiasi cosa sia distribuito nella conclusione, deve essere distribuito in almeno una delle premesse. Esempio:
1. Ogni Z è B
2. Qualche Y è Z
3. Quindi, ogni Y è B

Il termine medio - Z - è distribuito, ma Y è distribuito nella conclusione e non nelle premesse, ragione per cui il sillogismo non è valido.

## Modello
L'errore di un termine medio non distribuito assume la seguente forma:
1. Ogni Z è B
2. Y è B
3. Quindi, Y è Z

e può essere rappresentato graficamente, come segue:
in cui le premesse figurano nelle casella di colore verde, e la conclusione è riportata nel livello superiore. In questo schema, B è il termine medio e non è distribuito nella premessa maggiore "Ogni Z è B".
Per lo stato di verità della conclusione, nulla cambia se la proposizione "Ogni Z è B" è vera oppure è falsa. Se la conclusione sia vera o falsa, dipende dalla proposizione "Ogni B è Z", che qui non è presa in considerazione. L'errore è simile a quello di affermare la frase conseguente di un sillogismo ipotetico, e negare quella antecedente. Dal punto di vista di una logica del primo ordine, l'errore nella distribuzione del termine medio, ricade sempre in uno dei due casi detti ora: affermazione del conseguente, o negazione dell'antecedente, che può portare un utente ignaro a un considerevole offuscamento del pensiero.